# Jan Malý (politik)
Jan Malý (* 29. října 1951 Jičín) je český politik a advokát, od roku 2014 zastupitel a starosta města Jičín, člen hnutí ANO 2011.

## Život
Vystudoval právo na Právnické fakultě Univerzity Karlovy v Praze (získal titul JUDr.). Prakticky celý svůj profesní život pracoval jako advokát. Nejdříve v advokátní poradně a od roku 1990 založil vlastní advokátní kancelář.
Od roku 2015 je místopředsedou představenstva akciové společnosti Správa nemovitostí města Jičína a členem představenstva akciové společnosti Vodohospodářská a obchodní společnost.
Jan Malý žije ve městě Jičín, konkrétně v části Valdické Předměstí.

## Politické působení
V komunálních volbách v roce 2014 byl jako nestraník za hnutí ANO 2011 zvolen zastupitelem města Jičín (později do hnutí vstoupil). Dne 5. listopadu 2014 se navíc stal starostou města.
V krajských volbách v roce 2016 kandidoval za hnutí ANO 2011 do Zastupitelstva Královéhradeckého kraje, ale neuspěl.
Ve volbách do Senátu PČR v roce 2016 kandidoval za hnutí ANO 2011 v obvodu č. 37 – Jičín. Se ziskem 25,11 % hlasů postoupil z druhého místa do druhého kola, v němž prohrál poměrem hlasů 40,86 % : 59,13 % s kandidátem TOP 09 a hnutí STAN Tomášem Czerninem. Senátorem se tak nestal.